# Мајкл Данте Димартино
Мајкл Данте Димартино (18. јул 1974) је амерички режисер, аутор који је најпознатији као креатор, извршни продуцент и уредник приче у америчкој анимираној серији Аватар: Последњи владар ветрова и Легенда о Кори, заједно са Брајаном Конецком.

## Каријера
Пре него што је почео да ради за Никелодион, Мајкл је дванаест година радио за Film Roman, помажући као директор серија краљ брда, породични човек и Mission Hill, уз свој анимирани кратки филм атомска љубав, који је приказан на бројним филмским фестивалима високог профила. Посвећеност памћењу на његовог оца може се видети у претпоследњој епизоди Аватар: Последњи владар ветрова. У интервјуу за 2010. годину, председница компаније Никелодеон, Чима Заграми, потврдила је да Димартино и Конецко развијају нову серију за мрежу, под називом Легенда о Кори. Серија је премијерно приказана 14. априла 2012. године, са 12 епизода за прву сезону и 14 за другу, која је премијерно приказана 13. септембра 2013. године са 2,60 милиона гледалаца у САД, након чега су проследиле трећа и четврта сезона којима је серијал завршен.
Дана 4. октобра 2016. године, Мајкл Данте Димартино је издао нови оригинални роман, Rebel Genius. У причи се ради о дванаестогодишњем дечаку који открива да је геније за магију у свету у коме је она забрањена.
У септембру 2018. године, објављено је да ће Кониетцко и Димартино служити као извршни продуценти за надолазећу серију која је адаптација Нетфлика уживо, Аватар: Последњи владар ветрова.